# Pityrogramma tartarea
Pityrogramma tartarea là một loài thực vật có mạch trong họ Adiantaceae. Loài này được (Cav.) Maxon miêu tả khoa học đầu tiên năm 1913.